# Newbury, Berkshire
Newbury este un oraș în comitatul Berkshire, regiunea South East, Anglia. Orașul se află în districtul unitar West Berkshire a cărui reședință este...